# Полет 901 на „Авиатека“
Полет 901 на „Авиатека“ е редовен международен пътнически полет от международното летище „Маями“, Маями, Флорида, Съединените американски щати, до международното летище „Хуан Сантамария“, Сан Хосе, Коста Рика, с междинни кацания в Гватемала (Гватемала), Сан Салвадор (Салвадор) и Манагуа (Никарагуа), управляван от „Авиатека“. На 9 август 1995 г. самолетът „Боинг 737-2H6“, който изпълнява полета, се разбива при подход към летището в Сан Салвадор и убива всички 65 пътници и 7 членове на екипажа на борда. В района на летището времето е лошо с дъжд и гръмотевични бури. Това е най-смъртоносната авиационна катастрофа в Салвадор.
Националният съвет по безопасност на транспорта изпраща свой представител, за да помогне в разследването и анализирането на звукозаписващото устройство в пилотската кабина и записващото устройство за полетни данни. Службата за гражданска авиация на Салвадор публикува окончателния си доклад относно произшествието на 6 октомври 1995 г. Установено е, че вероятната причина е липсата на ситуационна осведоменост на екипажа по отношение на вулкана Сан Висенте и решението му да се спусне. Докладът също така твърди, че управлението на ресурсите на екипажа на авиокомпанията е неефективно и допринася за инцидента.
Авиокомпанията предлага да плати на семействата на жертвите по 571,42 щ. д. (еквивалентни на около 1179 щ. д. през 2024 г.) като компенсация, но предложението е отказано. Както „Авиатека“, така и „TACA Еърлайнс“ (компанията майка на „Авиатека“) са изправени пред съдебни дела от 21 семейства по отношение на инцидента, които по-късно са уредени извън съда. През 2003 г. съдът в Сан Висенте постановява, че дежурните контрольори не са отговорни за инцидента.